# Hausse-col

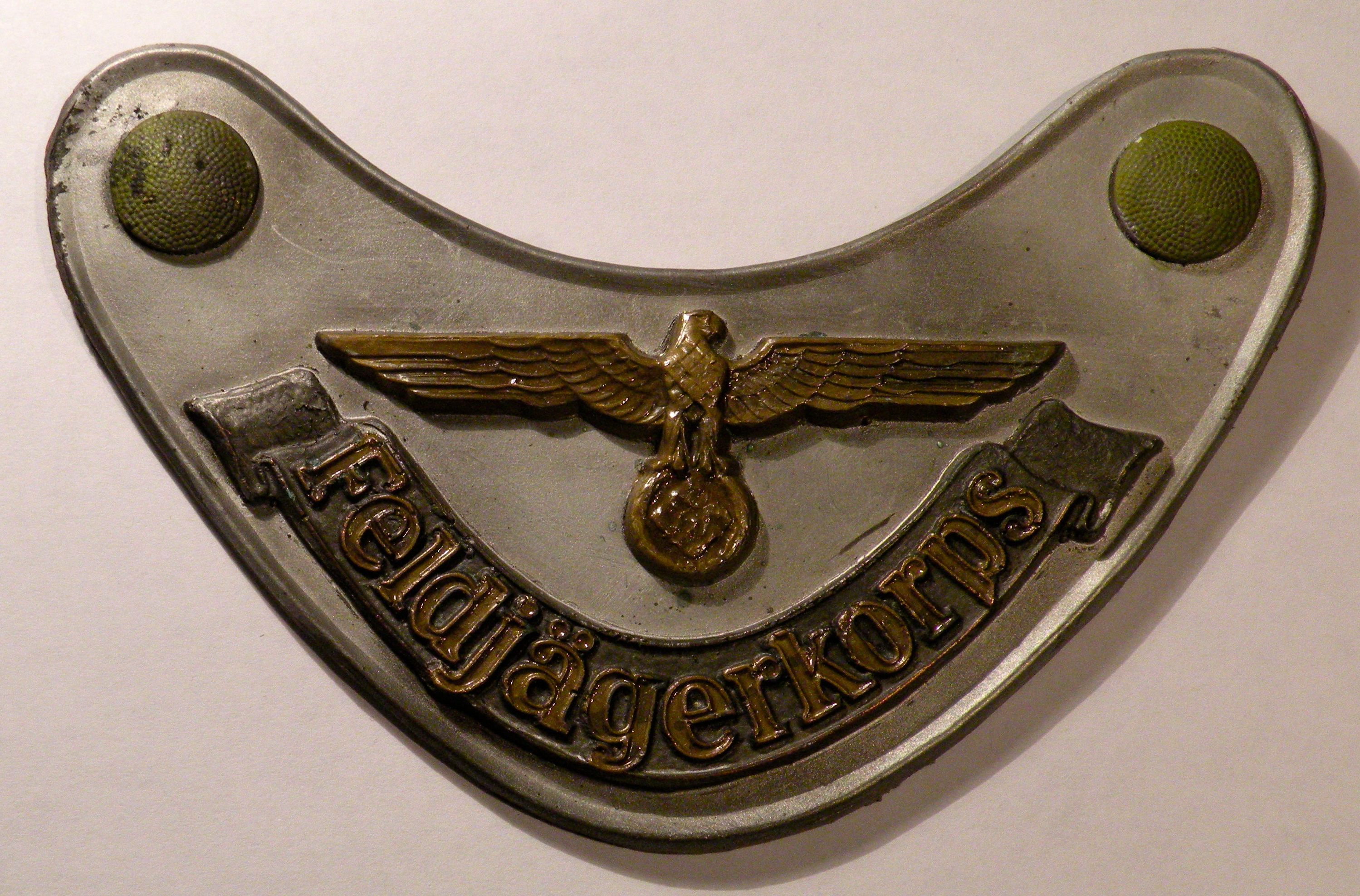
Hausse-col du Feldjägerkorps.

Le hausse-col est une pièce métallique décorée (généralement en laiton) que portaient les officiers au cou à la fin du XVIIIe siècle et jusqu'au milieu du XXe siècle environ. Certains corps particuliers, la Feldgendarmerie par exemple, étaient pourvus de cet emblème. Il est issu d'une pièce des anciennes armures : le gorgerin.
Lors des guerres napoléoniennes, les officiers français préféraient ne pas arborer cette décoration qui les rendait trop voyants aux yeux de l'ennemi et en faisait des cibles.
Cet objet a donné son nom à l´alouette hausse-col qui arbore une petite tache sombre au niveau du cou rappelant ledit objet.